# Загниваючий Захід

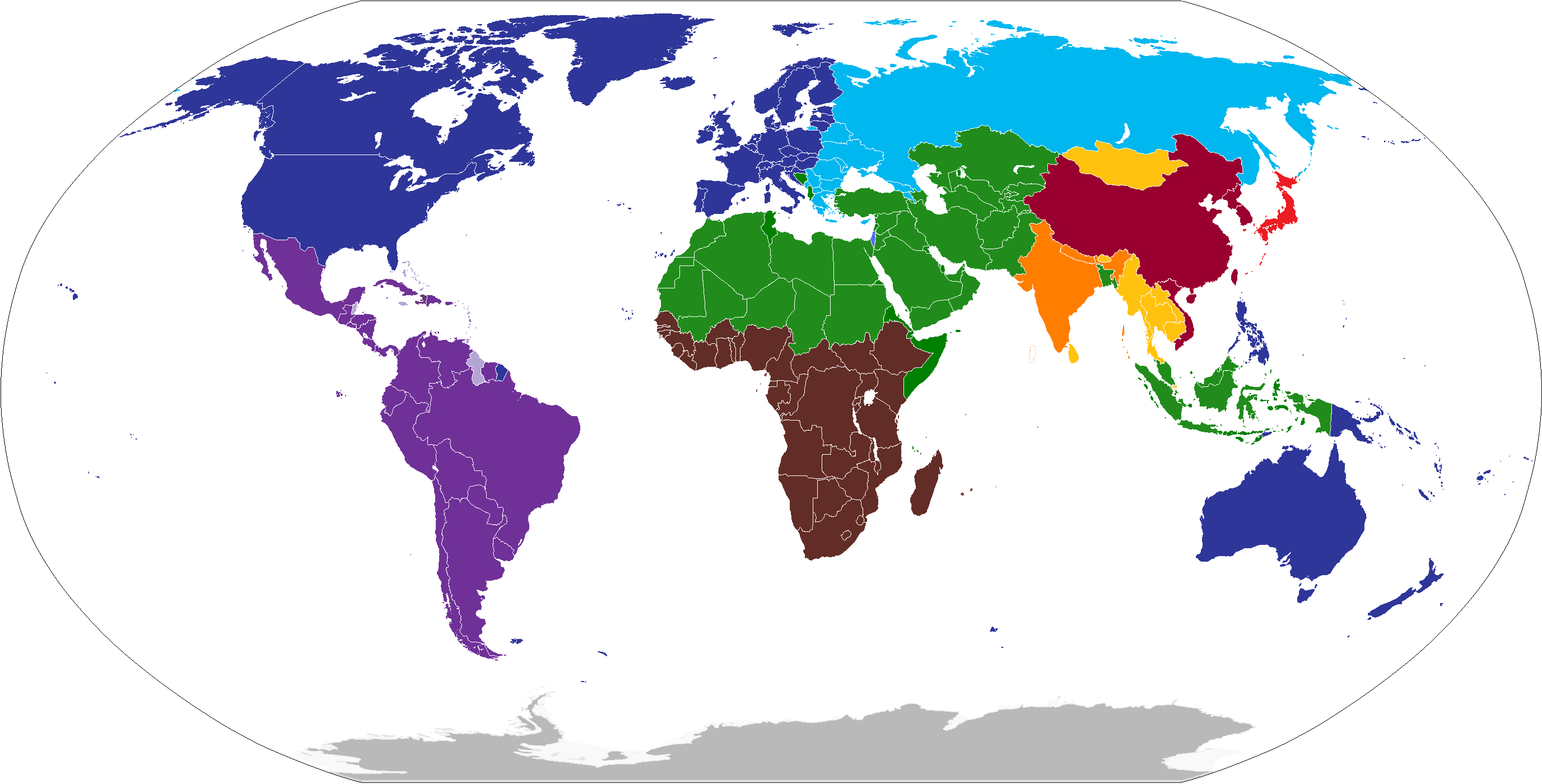
Захід в середині 1990-х років, на думку американського політолога Самюеля П. Гантінгтона, на карті, де основні цивілізації в цілому розділені за культурними сферами. Темно-синім кольором показано Західний світ.

«Загниваючий Захід», «Гнилий Захід» (рос. «Загнивающий Запад», «Гнилой Запад») — ідеологічне кліше, яке зародилося в XIX столітті в Російській імперій в ході полеміки між слов'янофілами і ґрунтівниками (рос. почвенниками) з одного боку і західниками з іншого. В подальшому поняття широко застосовувалось пропагандою СРСР, КНДР та продовжує експлуатуватися в путінській Росії.
Є вираженням насторожено-скептичного ставлення у деяких людей до ідей і цінностей, пропонованих Західним світом, має за мету демонструвати сумнівні переваги російської культури над культурою західних країн.

## Історія
Для російських мислителів відродження національної своєрідності російської культури завжди розглядається у парадигмі протистояння «осяяної духовністю» російської ідеї із «загниваючим, бездуховним» Заходом.

### В Російській імперії
Вперше поняття було введене російським критиком та слов'янофілом Степаном Шевирьовим в 1841 році у статті «Погляд росіянина на освіту Європи», надрукованої в першому номері журналу «Москвитянин». Символічно, що останні свої роки Шевирьов вирішив провести в Парижі.

### В СРСР
Володимир Ленін продовжив і розширив значення терміна декаданс (Ленін для цього придумав неологізм „декаденський Захід“) у своїй теорії імперіалізму як економічної мотивації політичних дій. Адже на думку Леніна, капіталізм перебуває у фазі занепаду і вже не в змозі сприяти подальшому розвитку суспільства. Оскільки суспільство на Заході дозріло для соціалістичної революції, він очікував, що поштовх в економічній діяльності занепаде, а нездорові економічні явища посиляться. На думку Леніна, Перша світова війна мала бути доказом політичного занепаду розвинених капіталістичних держав, у яких вони замість того, щоб розвиватися, знищують плоди власних досягнень.
Троцькісти були схильні підкреслювати, що капіталізм на Заході все ще прогресивний і йде до технологічного розвитку, нагромаджуючи все більше й більше товарів. Навпаки, прихильники Леніна, зокрема Сталін і Мао, стверджували, що імперіалізму нічого не залишилося, щоб згаснути, тому що він більше не може принести нічого прогресивного.
У 1918 році капіталізм „гнобив“ людей ціною автомобіля в $395-495, а СРСР рятував людей ціною скопійованого автомобіля в 4000 рублів, тобто $2000. Але ще в 1916 році Ленін знав про гноблення капіталізму, і тому писав у своєму посібнику „Імперіалізм як вища стадія капіталізму“ про паразитичний експлуататорський капіталізм. Про це гноблення капіталізмом Ленін писав у 1916 році, ну а в 1921 році більшовики монополізували торгівлю хлібом, озброєні продзагони роз'їжджали по селах і вилучали хліб, радянська влада, називаючи себе „робітничо-селянською“, вела з селянством нову громадянську війну, застосовуючи бойові гази проти громадян власної країни.
Теорія кризи є центральною в працях Маркса. По забобонним віруванням Маркса, „криза — необхідна ознака капіталізму, що випливає з його суперечностей між силами і відносинами виробництва, споживчою і міновою вартістю, виробництвом і споживанням, капіталом і заробітною платою праці“. Сьогодні ця праця найвідоміша за томом 3, де стисло сказано, що, оскільки потреби виробництва в органічному основному капіталі зростають у результаті розвитку виробництва загалом, норма прибутку має тенденцію до зниження. Цей результат ортодоксальні марксисти вважають основною, суперечливою характеристикою, що веде до неминучого краху капіталістичного порядку. У гострій дискусії провідних марксистів на початку 20 століття відносно невелика група, включно з Леніним і Розою Люксембург, захищала його теоретично — прагнули зберегти теоретичні результати та репутацію Маркса, тоді як інші марксисти сумнівалися в застосуванні цього „вагомого“ марксівського внеску на практиці.
В СРСР будь-яка позитивна інформація про рівень життя в країнах Заходу подавалась в контексті іншого ідеологічного кліше — „Вітрина капіталістичного світу“. Це означало, що на „вітрині“ знаходяться хоча і гарні, але недоступні пересічному громадянину продукти, а за „вітриною“ — „загниваючий Захід“.
|           | Американський президент телефонує до Кремля: — Я зрозумів, що капіталізм біжить до краху, і я хочу встановити комунізм в Америці: що ви мені порадите? — Не поспішайте, і перш за все, спочатку доставте машини, які ми замовили! |
| — анекдот | |

Навіть у роки радянської влади, коли комуністична пропаганда створювала негативний образ „буржуазного, загниваючого“ Заходу, за „дефіцитними“ товарами західного виробництва були довжелезні черги в магазинах і навіть бійки, а поїздка у відрядження чи туристична путівка „на Захід“ вважалася дуже престижною. Важливою складовою «західного» міфу була переконаність у тому, що там «по-справжньому працюють», а ще більше — що там «по-справжньому хазяйнують».
|           | — Що таке черга? — Це вибудовування людей на лінію, визначену партією. |
| — анекдот |                                                                        |

Анекдоти зображували абсурдність деяких моментів життя в СРСР та завуальовано показували бажання людей щось змінити у радянській буденності. Це анекдот, який відкрито висміює владну політику:
|  | «Думка, що виражена словами, називається ухил. Ухили бувають лівими та правими. За лівим ухилом є хліб у місті, але немає на селі. За правим є на селі, але нема у місті. При точному дотриманні генеральної лінії партії хліба нема ані в місті, ані на селі. За загниваючого капіталізму хліб є і в місті, і на селі» |

З метою агітації у 1930-тих роках «Союзфото» почало видавати для масового розсилання по країні листівки з краєвидами міст, курортів, пейзажів, портретами видатних людей, а також хронікально-документальні серії, подібні тематики випускало також Державне видавництво України та пізніше — спеціалізовані мистецькі видавництва. На початку там було випущено такі серії як «СРСР на розбудові», «Країна має знати своїх героїв» («Ударники п'ятирічки», «Ударники полів»), «Обличчя загниваючого капіталізму», «Герої Радянського Союзу» тощо, які слугували, серед іншого, взірцем для фотографів (порівняй з символічним рядом саме в період війни на Донбасі, коли гасло «Деды воевали!» надихає багатьох ідейних російських імпершовіністів їхати вбивати міфічних «жидобандерівців», які буцім-то «безперервно бомблять мирних мешканців»). Листівки із зображенням зразкового благоустрою, цехів, їдалень, гуртожитків, парків мали бути розвішані у відповідних місцях як приклад для наслідування. Тенденція до красивості у зображенні міст сягла піку в період «зрілого сталінізму» та залишилася актуальною надовго: вибір центрапьних вулиць, площ, найбільш впорядкованих місць, проте з незмінним фокусом саме на будівлях і перетвореннях радянського часу (раніші будівлі якщо і потрапляли у кадр, то лише поміж інших).
Образ «радянського способу життя», «радянської людини», формувався вмістом таких атрибутів: велике, світле, спрямоване у майбутнє, надійне, колективне, інтернаціональне, відкрите, романтичне, святкове. «Нерадянське»: буржуазне, старе, капіталістичне, загниваюче, декадентське, релігійне, божевільне, із збоченнями, злочинне, непорядне, націоналістичне, українське, міщанське, хуторянське, заощадливе. Епітети та визначення, які виникали на основі цього ідеологічного ряду, щедро роздавались у пресі, судових вироках та на партійних активах українським буржуазним націоналістам та їхнім прибічникам (наприклад, фейлетон у журналі «Перець» «Про містера Стецька та великомученицьке жабеня», підписаний якимось Василем Осадчим).
Одним з політичних параметрів роботи інтерактивного дозвілля освітян доби «відлиги», що їх пропагувала «Радянська освіта»: на агітаційних пунктах робота становила собою пряму пропаганду політичних ідеалів комунізму, а лекції часто допомагали переконати у перевагах радянської науки над наукою «загниваючого Заходу».
Історичний дискурс шістдесятників теж проглядається в контексті тогочасних реалій історичної науки в УРСР, всі зусилля якої спрямовувалися на конструювання української радянської ідентичності як складової «єдиного радянського народу». Як зазначає Леонід Зашкільняк, цей процес засновувався на низці міфів та ідеологем, базовим із яких залишався усталений з російсько-імперських часів конструкт «трьох братніх східнослов'янських народів» — росіян, українців, білорусів, в якому всі вони протиставлялися «загниваючому» Заходу з його «капіталізмом» і католицтвом.
Півстоліття тому Україна розглядалася як однією з найзатятіших ідеологічних баз совєтів. Форпост перед «загниваючим Заходом» мав бути політично витриманим. Тому освітяни УРСР працювали над формування «правильного» світобачення.
Події і герої, причетні до боротьби за суверенітет і свободу українського народу, радянською пропагандою оголошувалися зрадниками й ворогами українського народу, а його недруги і вороги — борцями за його долю. Особливо інтенсивно бомбували інтелігенцію, як раніше селянство, піддавали тотальній деперсоналізації як ворожий клас (зневажливо іменований прошарком, «гнилою інтелігенцією», резервом «загниваючого Заходу»).
На думку людей прорадянських поглядів, саме «ворожий Захід» зруйнував СРСР і навіть «розбещував» молоде покоління українців європейськими культурними продуктами (кіно, музика, література тощо), жувальними гумками (розглядалась як прояв західної експансії), знищуючи радянську мораль, яка, на їхню думку, була «не такою вже й поганою» і містила цілий ряд позитивних якостей тощо.
У радянський період у мистецтвознавстві здійснювалися дослідження того пласта музичної культури, який називали музикою «академічною» або «класичною», тобто «серйозною». Музика, що функціонувала поза цим пластом для більшості мистецтвознавців була «несерйозною», не вартою уваги, оскільки втілювала всі негативні риси так званої буржуазної музики «загниваючого» Заходу.
Радянське краєзнавство в основному було покликане досліджувати боротьбу трудящих проти «загниваючого» капіталізму на певних територіях та їхнє прагнення «возз'єднатися» з братнім російським народом, а також висвітлювати різні аспекти життя народних мас, обґрунтовуючи і виправдовуючи «прогресивні» зміни, що були запроваджені радянським режимом.
Загалом новини з-за кордону, представлені в радянській пресі в різноманітних формах — від коротких повідомлень ТАРС до об'ємних аналітичних статей, були одними із найбільш популярних газетних розділів у читачів. Деякою мірою підвищена увага до подій за рубежем відволікала населення від внутрішніх проблем. Жителі СРСР найчастіше мали краще уявлення про те, що відбувається далеко за межами країни, аніж про внутрішньодержавні події. Переконання про загниваючий Захід, масове безробіття, приниження негрів та інші стереотипи були надійно імплантовані у масову свідомість.
| | «В умовах загальної кризи капіталізму стабілізація не тільки не усунула суперечностей капіталістичного суспільства, але й загострювала їх і підготовляла новий вибух протиріч, нові кризи в країнах капіталу. Навпаки, здорова і стійка стабілізація соціалізму в СРСР з кожним днем зміцнювала соціалістичне господарство і посилювала економічну і політичну могутність Радянської країни. Ця корінна різниця двох стабілізацій, капіталістичної і соціалістичної, виражала принципіальну протилежність двох соціально-політичних систем — загниваючого, приреченого на загибель капіталізму і всеперемагаючого соціалізму». |
| — Міністерство освіти УРСР Станіславський Державний педагогічний інститут. Наукові записки: Історична серія Випуск II. — Державне учбово-педагогічне видавництво «Радянська Школа»; Київ — 1957 (стор.: 30) | |

Однак доки відсталий буржуазний Захід загнивав, прогресивний радянський Схід згнив і розвалився.
У січні 1955 року на «Тойоті» було запущено в масове виробництво перший легковий автомобіль, за 10 років фірма випускала 500 тисяч машин щорічно, а до 1969 року закріпилася на третьому місці у світовому табелі про ранги слідом за такими гігантами, як «Дженерал Моторс» та «Форд». Ще 20 років тому фірму «Хонда» мало хто знав, а у 1989 році її заводи випускають більше автомобілів, ніж уся радянська автопромисловість. Тобто, в Японії одна фірма «Тойота» через 10 років (або одна «Хонда» через 20 років) випускає більше, ніж СРСР через 69 років. І це все без гулагів, голодоморів і експропріацій.
Станом на 1989 рік більш ніж у десяти країнах світу показники рівня автомобілізації становлять 400—600 автомобілів на 1000 мешканців; у більшості європейських соціалістичних країн налічується значно більше, ніж 100 автомобілів на 1000 осіб; у країнах, що розвиваються, близько 80 автомобілів, а в Радянському Союзі — ледь 50. Марксистський закон знову не спрацював.
|           | — Чому США на краю прірви? — Тому що на задньому плані вони споглядають Радянський Союз. |
| — анекдот |                                                                                          |

До речі, тема «Кремнієвої долини» у Сколково — не нова. У 1928 році аналогічно існувала тема «Детройт в Іжорі». Згодом, після краху комуністичної ідеології та розпаду СРСР, у центрі Москви, була створена «Площа Зірок Естради» на зразок голлівудської «Алеї слави» і, за задумом її натхненників, повинна представляти найвидатніших діячів сучасної російської популярної культури.

### В сучасній Росії
Критиками путінізму поняття «загниваючий Захід» часто використовується стосовно самої Росії.
Враховуючи, що засобам масової інформації традиційно належало й належить лідерство в сфері ідеологічного впливу на суспільство і особистість — ця функція засобів масової інформації активно використовувалася радянським керівництвом. А тепер, російські ЗМІ є продовжувачем цих маніпулятивних та дезінформаційних технік в реаліях XXI ст. в умовах геополітичних прагнень Російської Федерації включити Україну у так званий — «русский мир» неоімперського зразка. Військово-політична агресія, яку зазнала Україна у 2014 р. поставила на порядок денний питання інформаційної безпеки. Окрім російського військового компонента, передумовою конфлікту є деформована масова свідомість, викривлений образ -свого і -чужого, спаплюжені картини історичної пам'яті. Формування цих архетипів є результатом тривалої і системної ідеологічної політики, яка склалась в радянську добу і слугувала інтересам існування СРСР як імперської держави.
Російська державна пропаганда стала активно інтегруватися в інтернет-простір за фінансової підтримки керівництва країни. У разі загострення ситуації спецбригади «„Зелених чоловічків“ інтернет-простору» — спеціально підібрані коментатори, блогери, журналісти, які утворюють бригади з метою впливу на український інформаційний простір починають активне обговорення актуальних тем: «загниваючий захід», «американський імперіалізм» чи, як сьогодні, «бандерівців» тощо. Характерні ознаки таких бригад: цілодобова присутність на форумах, пластичність ідеології, яка завжди збігається з державною, безмежна відданість керівництву країни і його оточенню, повага й схиляння перед Всеросійською надзвичайною комісією з боротьби з контрреволюцією і саботажем, КДБ, ФСБ та ін.
Кремлівські медіа також негативно показують демонізований Захід та всі країни, котрі відкрито виступили проти анексії Криму РФ. Свою долю отримала і російська опозиція, що вийшла на Марш Миру. Її затавровано зрадниками та прислужниками США і «загниваючого Заходу».